# Kawaleria Korpusu Ochrony Pogranicza

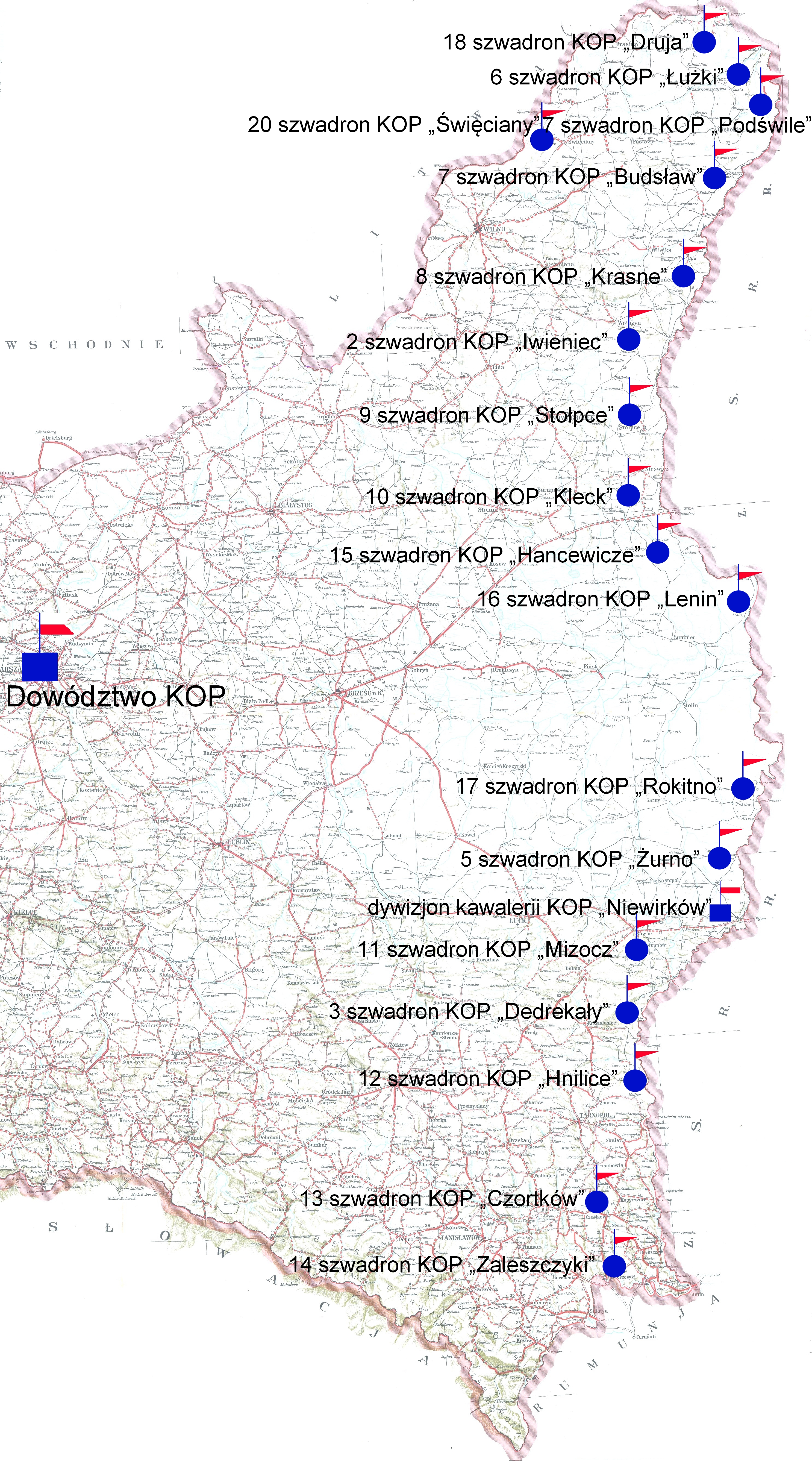
Rozmieszczenie kawalerii KOP

Kawaleria Korpusu Ochrony Pogranicza” – jeden z rodzajów broni Korpusu Ochrony Pogranicza.
Zadaniem oddziałów kawalerii KOP było prowadzenie działań pościgowych, patrolowanie terenu, w dzień i w nocy, na odległości nie mniejsze niż 30 km, a także utrzymywanie łączności między odwodami kompanijnymi, strażnicami i sąsiednimi oddziałami oraz eskortowanie i organizowanie posterunków pocztowych. Wymienione zadania szwadron realizował zarówno w strefie nadgranicznej, będącej strefą ścisłych działań KOP, jak również w pasie ochronnym sięgającym około 30 km w głąb kraju. Szwadron kawalerii był jednostką organizacyjną, wyszkoleniową, macierzystą i pododdziałem gospodarczym .

## Formowanie i zmiany organizacyjne
W 1924 roku rozpoczęto formowanie szwadronów kawalerii KOP. W skład szwadronu wchodzić miały cztery plutony liniowe i drużyna dowódcy szwadronu. Według etatu szwadron liczyć powinien trzech oficerów, 19 podoficerów i 65 ułanów. Na uzbrojeniu posiadał 77 karabinków, 7 pistoletów oraz 82 szable.
W 1929 roku zreorganizowano kawalerię KOP. W grudniu 1929 roku utworzono przy inspektorze formacji konnych dwa etaty: inspektora północnej grupy szwadronów z siedzibą w Wilnie i inspektora południowej grupy szwadronów z siedzibą w Łucku. Zorganizowano dwie grupy kawalerii: północną i południową. W grupie północnej znalazły się: 1, 2, 6, 7, 8, 9, 10, 15, 16, 18, 19 i 20 szwadron, a w południowej:3, 4, 5, 11, 12, 13, 14 i 17 szwadron. Podział na grupy uwarunkowany był potrzebami szkoleniowymi i zadaniami kawalerii KOP w planie „Wschód”. Przyjęto też zasadę, że szwadrony przyjmą nazwę miejscowości będącej miejscem ich stacjonowania. Obok nazw geograficznych, do 1931 roku stosowano również numer szwadronu.
W 1934(?)1932roku dokonano kolejnego podziału szwadronów. Tym razem na trzy grupy inspekcyjne: północną, środkową i południową. Grupa północna obejmowała szwadrony kawalerii 19, 1, 6, 7, 8, 18 i 20; środkowa: 2, 9, 10, 5, 15, 16 i 17; południowa: 3, 4, 11, 12, 13 i 14. Zreorganizowano także szwadron szkolny „Niewirków”, dostosowując jego strukturę do wymogów szkoły podoficerów kawalerii KOP.
W 1938 roku nastąpiła reorganizacja podporządkowania i struktur kawalerii KOP. Szwadrony zakwalifikowano do odpowiednich typów jednostek w zależności od miejsca stacjonowania. Szwadrony typu I stacjonowały poza m.p. dowództw batalionów KOP, szwadrony typu II stacjonowały w m.p. batalionów KOP. Typ III posiadał szwadron Nowe „Świeciany”. Ponadto szwadron „Hancewicze” i „Bystrzyce” otrzymały inny stan osobowy, mimo modelu organizacyjnego szwadronu typu II, do którego należały. Organizacja szwadronu kawalerii grupy II na dzień 20 listopada 1938 roku przedstawiała się następująco: dowódca szwadronu, szef szwadronu, drużyna ckm, drużyna gospodarcza, patrol telefoniczny i dwa plutony liniowe po cztery sekcje, w tym sekcję rkm . Liczył 2 oficerów, 1 chorążego, 6 podoficerów zawodowych, 4 podoficerów nadterminowych i 72 ułanów. Na uzbrojeniu posiadał 2 ckm, 2 rkm, 73 karabinki, 76 szabel. Posiadał też 83 konie wierzchowe.

## Szkolenie szwadronów
Dowódcę KOP gen. bryg. Henryk Minkiewicz wydał „Tymczasową instrukcję wyszkolenia KOP na rok 1925/1926“.
Szkolenie szwadronów prowadzili dowódcy szwadronów w czasie wolnym od zajęć służbowych i asystencyjnych. Wytyczne do szkolenia dawali: inspektor kawalerii przy Dowództwie KOP i dowódcy brygady. Dowódca garnizonu (dowódca batalionu) przydzielał szwadronowi place i tereny ćwiczeń i strzelnice, Organizował wspólne ćwiczenia piechoty z kawalerią.
Szkolenie szwadronów polegało na:
- wyrównaniu braków wyszkolenia młodszego rocznika w zakresie wyszkolenia indywidualnego i sekcji
- dalszym szkoleniu w ramach plutonu i szwadronu
- ćwiczeniu współdziałania z piechotą i przygotowanie się do zadań osłonowych

## Mobilizacja jednostek kawalerii w 1939 roku
Zarządzona 23 marca 1939 roku mobilizacja częściowa objęła osiem szwadronów kawalerii. Szwadrony „Druja”, „Łużki”, „Podświle”, „Budsław”, „Hancewicze”, „Rokitno”, „Żurno” i „Mizocz” przetransportowano do rejonu Wielunia, tworząc z nich początkowo Zgrupowanie Kawalerii KOP „Feliks”. W maju zgrupowanie zostało przeorganizowane w 1 pułk kawalerii KOP. Szwadrony „Druja” i „Podświle” zostały rozformowane. Pułk przydzielono do Oddziału Wydzielonego pułkownika Jerzego Grobickiego.
Siedem szwadronów zostało przydzielonych jako kawaleria dywizyjna do dywizji piechoty. Szwadron KOP „Olkienniki” do 33 Rezerwowej Dywizji Piechoty, szwadron KOP „Nowe Święciany” do 35 Rezerwowej Dywizji Piechoty, szwadron KOP „Stołpce” i „Kleck” od 17 września połączone w dywizjon jako kawaleria dywizyjna 38 Rezerwowej Dywizji Piechoty, szwadron KOP „Hnilice Wielkie” jako kawaleria dywizyjna 12 Dywizji Piechoty, szwadron KOP „Czortków” do 36 Rezerwowej Dywizji Piechoty, szwadron KOP „Zaleszczyki” do 11 Dywizji Piechoty.
Na granicy wschodniej pozostały szwadrony: „Krasne”, „Iwieniec”, „Bystrzyca”, „Dederkały” i dywizjon „Niewirków”. Do 17 września stacjonowały w pokojowych miejscach postoju.

## Inspektorzy formacji konnych KOP
- płk kaw. / gen. bryg. Józef Tokarzewski (21 października 1924 – 7 września 1926 → szef Departamentu Kawalerii M.S.Wojsk[22].)
- płk kaw. Feliks Dziewicki (13 października 1926 – 31 sierpnia 1929 → stan spoczynku[22])
- ppłk kaw. Tadeusz Reklewski (23 grudnia 1929 – 1 czerwca 1931 (instruktor kawalerii)[22]→ Rejonowy Inspektor Koni Warszawa)

## Struktura organizacyjna szwadronu kawalerii
Pokojowy etat szwadronu kawalerii w 1924:

dowódca szwadronu (rotmistrz/major)
- drużyna dowódcy szwadronu
  - poczet dowódcy

dwaj oficerowie młodsi (podporucznik/porucznik)
wachmistrz szef (starszy wachmistrz)
trębacz (kapral)
- - tabor

podoficer rachunkowy (wachmistrz)
dwaj podoficerowie funkcyjni (kapral)
dwaj podkuwacze (plutonowy i kapral)
podoficer weterynaryjny (plutonowy)
kucharz (szeregowy)
rymarz (starszy szeregowy)
I pluton
zastępca dowódcy plutonu (wachmistrz)
1 sekcja (1 plutonowy, 1 starszy szeregowy, 6 szeregowych)
2 sekcja (1 kapral, 1 starszy szeregowy, 6 szeregowych)
II i III pluton jak I pluton
Etatowy stan szwadronu: 3 oficerów, 19 podoficerów, 65 szeregowców. Posiadał 83 konie, 77 karabinków, 82 szable i 7 pistoletów.

## Jednostki kawalerii KOP
W spisie użyto nomenklatury obowiązującej w latach 1929-1931 wymieniając zarówno nazwę geograficzną jak i numer batalionu.

- 1 szwadron kawalerii KOP „Budsław”
- 2 szwadron kawalerii KOP „Iwieniec”
- 3 szwadron kawalerii KOP „Dederkały”
- 4 szwadron kawalerii KOP „Niewirków”
- 5 szwadron kawalerii KOP„Żurno”
- 6 szwadron kawalerii KOP „Łużki”
- 7 szwadron kawalerii KOP „Podświle”
- 8 szwadron kawalerii KOP „Krasne”
- 9 szwadron kawalerii KOP „Stołpce”
- 10 szwadron kawalerii KOP „Kleck”
- 11 szwadron kawalerii KOP „Mizocz”
- 12 szwadron kawalerii KOP „Hnilice Wielkie”
- 13 szwadron kawalerii KOP „Czortków”
- 14 szwadron kawalerii KOP „Zaleszczyki”
- 15 szwadron kawalerii KOP „Hancewicze”
- 16 szwadron kawalerii KOP „Bystrzyce”
- 17 szwadron kawalerii KOP „Rokitno”
- 18 szwadron kawalerii KOP „Druja”
- 19 szwadron kawalerii KOP „Olkieniki”
- 20 szwadron kawalerii KOP „Nowe Święciany”